# Ледоховский, Станислав
 Станислав Ледоховский (1666—1725) — государственный деятель Речи Посполитой, генеральный маршалок Тарноградской конфедерации (1715), воевода волынский (1724—1725).

## Биография
Представитель полонизованого шляхетского рода Ледоховских герба «Шалава». Сын каштеляна волынского Стефана Ледуховского (ок. 1625—1676) и Анны Сржедзинской. Брат каштеляна волынского Франтишека Ледуховского (? — 1704).
В 1683 году 16-летний Станислав Ледоховский вместе с братьями Фелицианом и Казимиром участвовал в знаменитой Венской битве с турками-османами.
В 1701 году был избран маршалком Коронного Трибунала, в 1704 году присоединился к Сандомирской конфедерации, созданной сторонниками Августа II Сильного.
В 1713 году введение Августом Сильным саксонских войск на территорию Речи Посполитой вызвало волну протестов польско-литовской шляхты, во главе которой находился подкоморий кременецкий Станислав Ледоховский. 26 ноября 1715 года он был избран маршалком антисаксонской Тарноградской конфедерации. Ледоховский получил широкую поддержку со стороны польской шляхты, так что российский посланец, князь Григорий Долгоруков, считал, в случае бескоролевья он смог бы претендовать на польский королевский престол. За короткое время Станислав Ледоховский организовал сильное войско конфедератов, которое начало борьбу против саксонских контингентов. Отряды конфедератов, пользовавшиеся массовой подедржкой шляхты, успешно сражались с королевскими и саксонскими отрядами по всей территории Речи Посполитой.
Станислав Ледоховский совершил ошибку, попрося Россию стать посредников в переговорах между конфедерацией и королём. Царское правительство, стремившееся еще более ослабить Речь Посполитую, стало раздувать конфликт и вмешиваться во внутренние дела республики. Тогда Станислав Ледоховский вступил в дипломатические переговоры с Австрией, Османской империей и Крымским ханством.
В середине августа 1716 года по просьбе Августа Сильного русский царь Пётр Великий ввел на территорию Речи Посполитой свои войска. Станислав Ледоховский распустил шляхетское ополчение и начал мирные переговоры с польским королём Августом Сильным, чтобы защитить Польшу от новой войны. 3 ноября 1716 года в Варшаве между королём и Тарноградской конфедерацией было заключено мирное соглашение.
В 1717 году Станислав Ледоховский был избран маршалком «Немого сейма». 1 февраля 1717 года сейм собрался и длился шесть часов. Он получил название «немого» потому, что на нем никто не выступал, кроме самого С. Ледоховского, зачитавшего текст Варшавского договора. Поставновления принимались без обсуждения. По сути дела, рашающим на сейме был голос российского посла, князя Григория Фёдоровича Долгорукова.
В 1718 году Станислав Ледоховский потребовал на сейме вывода русских войск и заключения союза с Австрией. Русский царь Пётр Великий согласился вывести войска лишь в 1720 году под нажимом Австрии и Великобритании.
26 марта 1724 года Станислав Ледоховский был назначен воеводой волынским.
Он был правдивым и благородным человеком с исключительным интеллектом и проницательностью.